# Przestrzeń (Lublin)
```

```

Przestrzeń (prononciation [ˈpʂɛstʂɛɲ]) est un village de la gmina de Nowodwór du powiat de Ryki dans la voïvodie de Lublin, situé dans l'est de la Pologne.
Le village comptait approximativement une population de 86 habitants en 2009.

## Histoire
De 1975 à 1998, le village est attaché administrativement à la voïvodie de Siedlce.

Depuis 1999, il fait partie de la nouvelle voïvodie de Lublin.